# جف کلارک
جف کلارک، (به انگلیسی: Jeff Clarke) (زاده ۱۹۶۱) کارآفرین، بازرگان و مدیر ارشد اجرایی آمریکایی است، که در حال حاضر به‌عنوان مدیر عامل اجرایی شرکت ایستمن کداک فعالیت می‌کند.